# Trichiosoma lucorum
Trichiosoma lucorum är en stekelart som först beskrevs av Carl von Linné 1758.  Trichiosoma lucorum ingår i släktet Trichiosoma, och familjen klubbhornsteklar. Arten är reproducerande i Sverige.